# Lian
Lianer (også kaldet slyngplanter eller klatreplanter) er planter, som har rødderne i jorden, men ikke har stængelstyrke nok til at holde sig oprette, og derfor benytter sig af andre muligheder for vertikal støtte (for eksempel andre planter) til at vokse op imod lyset. 
De slyngende og klatrende planter har en fælles, økologisk niche, hvor de udnytter træers og buskes bæreevne i stammer og grene som "stillads" for deres egen længdevækst. Fordelen er, at de slipper for at bruge energi og stof på at opbygge forveddet støttevæv, mens de på den anden side når op i kronetaget, hvor der er lys og bestøvningsmuligheder. Lianer er derfor oftest knyttet til skov- eller krat-biotoper.
Blandt de lianer, som er vildtvoksende i Danmark, eller som man kan dyrke i her, skelner man imellem dem, som slynger sig selv opad ved hjælp af stænglerne (stængelklatrere), og dem som klatrer med blade (bladklatrere) eller rødder (rodklatrere). Desforuden opdeles lianer i urter og vedplanter.

## Oversigt over lianer

### Urter

#### Slyngplanter
- Agersnerle, (Convolvulus arvensis)
- Almindelig Humle (Humulus lupulus)
- Hjertebladet Slangerod (Aristolochia clematitis)

#### Bladklatrere
- Ærter
- Bønner

#### Rodklatrere
Ingen

### Vedplanter

#### Slyngplanter
- Ægte Kaprifolie (Lonicera caprifolium)
- Kinesisk Blåregn (Wisteria sinensis)

#### Bladklatrere
- Stikkelsbær-Kiwi (Actinidia arguta)
- Kamæleonbusk (Actinidia kolomikta)
- Skovranke (Clematis)
  - Alpe-Skovranke (Clematis alpina)
  - Bjerg-Skovranke (Clematis montana)
- Arkitektens trøst (Fallopia baldschuanica)
- Almindelig Vildvin (Parthenocissus vitacea)
- Rådhusvin (Parthenocissus tricuspidata)
- Almindelig Vin (Vitis vinifera)

#### Rodklatrere
- Almindelig Vedbend (Hedera helix) Kun ungdomsformen, den med de håndlappede blade, ikke den blomstrende form med de aflange blade.
- Klatre-Hortensia (Hydrangea anomala ssp. petiolaris)